# 마흥식
마흥식(馬興植, 1948년 2월 10일)은 대한민국의 영화배우이다.

## 생애
서라벌예술대학을 졸업했다. 연극배우로 먼저 데뷔했다. 1970년 추송웅과 함께 연극 '도둑들의 무도회'에서 공연하며 이름을 알리기 시작했다. 1974년 MBC 드라마 '얼굴'에 출연하면서 브라운관으로 진출했다. 1970년대 중반에 여자 문제로 구속됐다. 1977년 방송윤리위원회에서 1년간 방송 출연 금지 징계를 받은 뒤 1980년대 에로영화에 자주 출연했다. 1999년 돌연 스크린에서 모습을 감추었다. 연극배우 활동을 하고 있다.

## 작품

### 연극
- 1970년 도둑들의 무도회

### 방송
- 1974년 드라마 '얼굴'(MBC) = 나연숙 극본, 마흥식, 김자옥 주연
- 1977년 드라마 '꽃사슴'(MBC) = 마흥식, 김윤경 주연

### 영화
- 1982년 반노
- 1983년 장미와 도박사
- 1983년 김마리라는 부인
- 1984년 탄드라의 불
- 1984년 여자가 두번 화장할 때
- 1984년 훔친 사과가 맛이 있다산딸기2
- 1986년 물레방아
- 1986년 공포의 축제
- 1987년 야누스의 불꽃 여자
- 1987년 웅담부인
- 1987년 공중에 뜬 나의맨발
- 1987년 덫
- 1988년 연산일기
- 1989년 들병이
- 1990년 남자 시장
- 1993년 모스크바에서 온 S여인
- 1999년 애